# Desfile do Dia da Vitória em Moscou em 2024

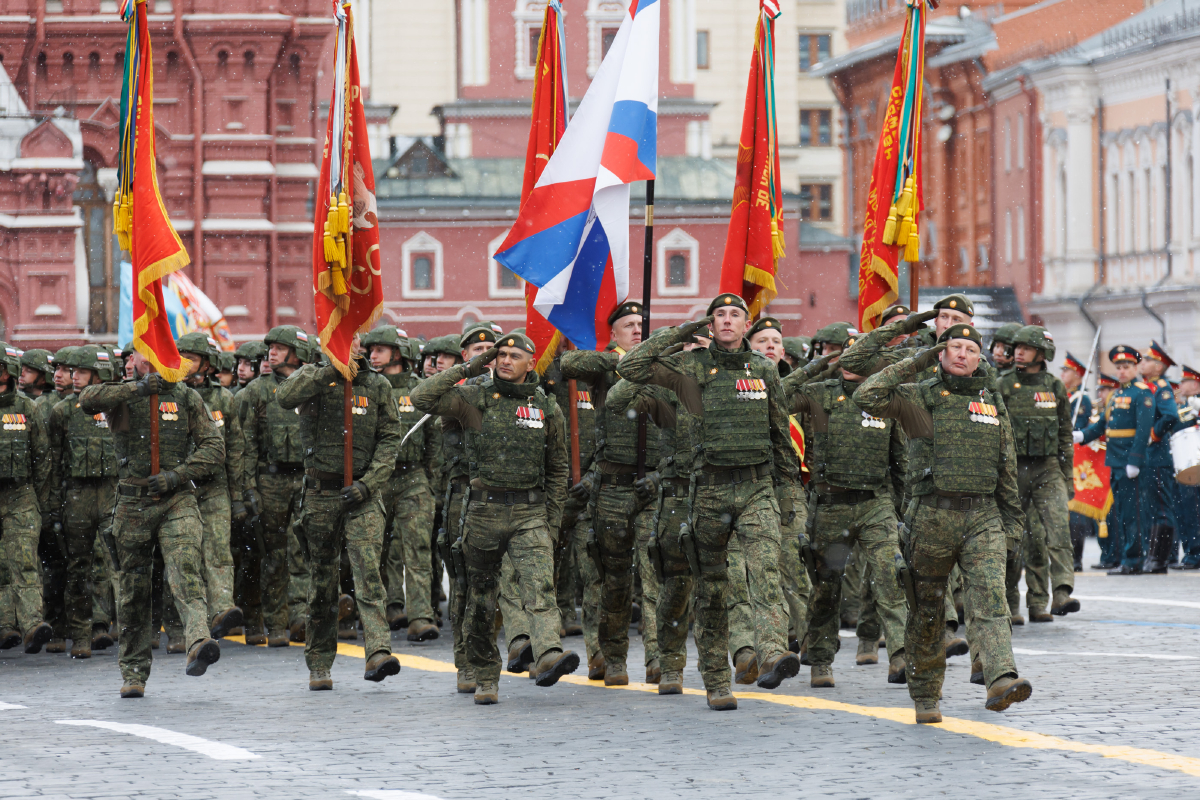
Unidades do exército russo no desfile.

O Desfile do Dia da Vitória em Moscou em 2024 foi um desfile militar que ocorreu na Praça Vermelha e Moscou em 9 de maio de 2024 para comemorar o 79º aniversário da vitória soviética sobre a Alemanha Nazista na Grande Guerra Patriótica. O desfile aconteceu dois dias após a quinta posse de Vladimir Putin como presidente da Rússia.

## Resumo do desfile

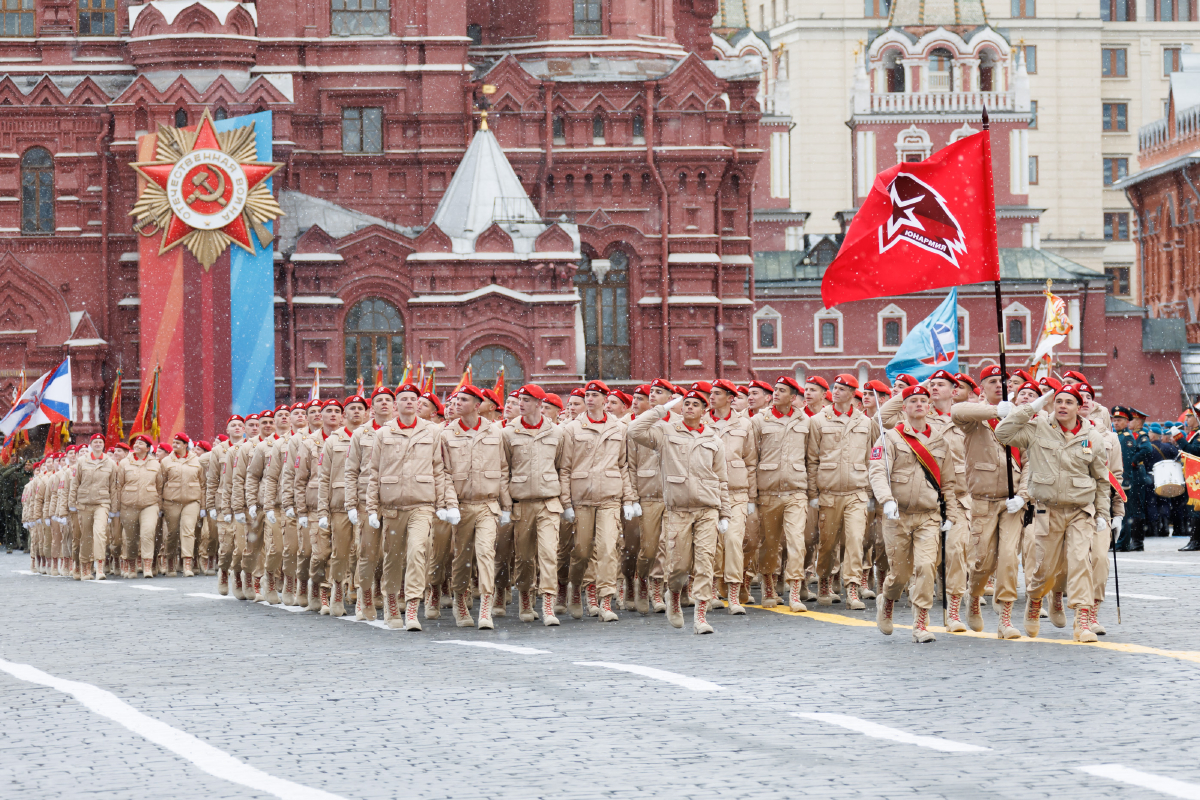
Um contingente do Movimento Nacional dos Jovens Cadetes do Exército na Praça Vermelha

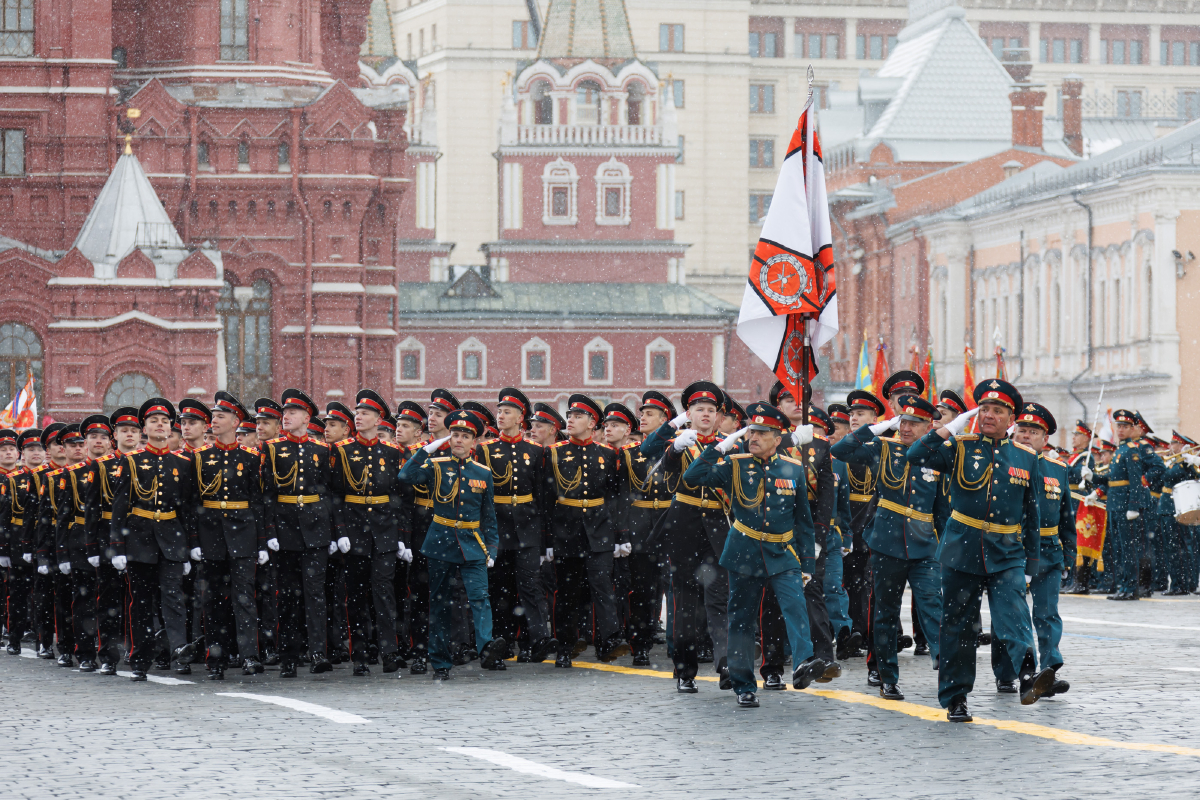
Outro contingente na Praça Vermelha

Enquanto flocos leves de neve caíam sobre a Praça Vermelha, mais de 9.000 soldados de 30 diferentes regimentos cerimoniais marcharam diante da tribuna. Assim como no desfile do Dia da Vitória anterior, a coluna mecanizada contou apenas com um tanque, um T-34-85. No entanto, pela primeira vez em três anos, unidades aéreas participaram do evento: a equipe acrobática Cavaleiros Russos voou com caças Su-30 e MiG-29, seguidos por seis Su-25 que soltaram fumaça nas cores da bandeira russa. Como em desfiles anteriores, lançadores de mísseis, peças de artilharia e ICBMs foram exibidos. Durante a cerimônia, soldados russos foram vistos com o que pareciam ser bloqueadores de drones, devido ao temor de possíveis ataques ucranianos. Pela primeira vez desde o desfile de 2015, um presidente de um país africano foi convidado para o evento: Umaro Sissoco Embaló, da Guiné-Bissau, esteve presente. Esse foi o último desfile do Dia da Vitória com Sergei Shoigu no cargo de Ministro da Defesa, já que três dias depois ele foi demitido da posição.

## Discurso de Putin

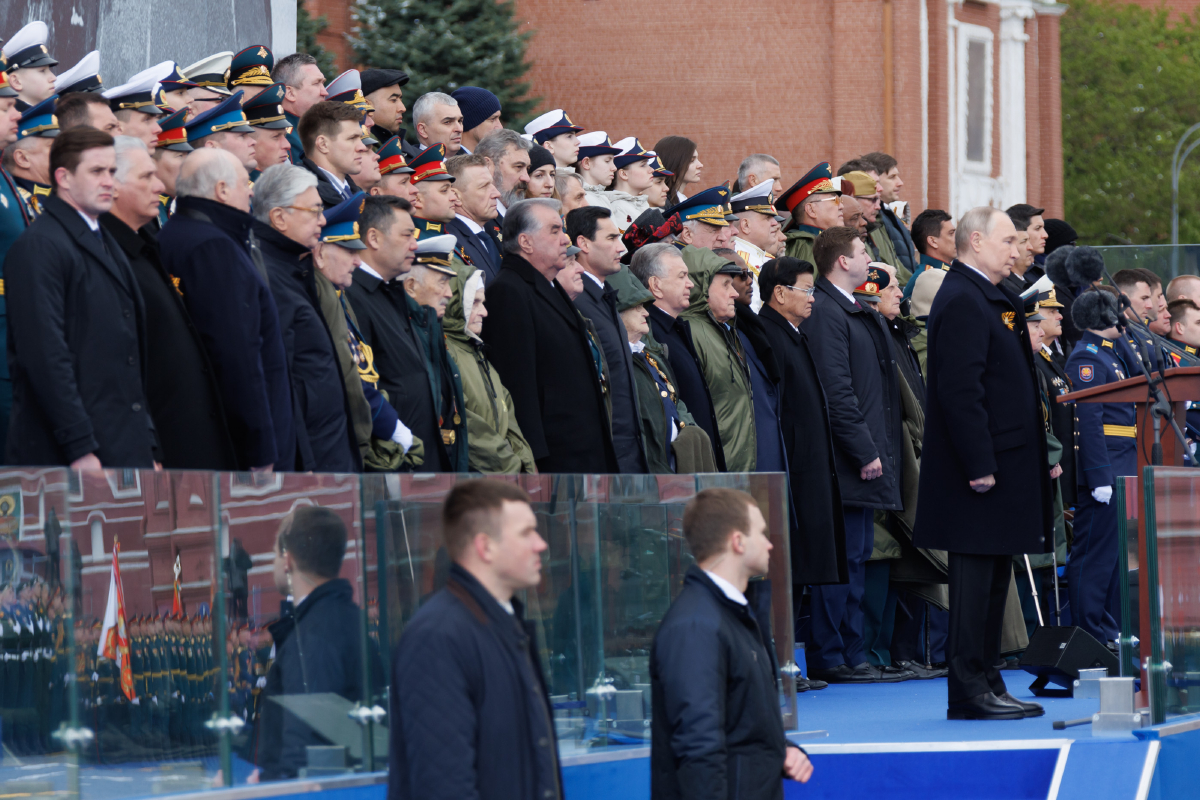
Putin fala do pódio

Em seu vigésimo primeiro discurso de feriado Putin criticou os antigos estados satélites do Bloco Oriental, assim como outros países que já foram ocupados pela União Soviética, pela remoção de monumentos da era soviética dedicados à vitória na Segunda Guerra Mundial. Ele afirmou que esses países agora erguem monumentos para “traidores e cúmplices de Hitler”, apagando a história dos nobres libertadores do mundo. Também acusou o Ocidente de tentar esquecer batalhas importantes do conflito e declarou que a Rússia se esforça para evitar uma guerra global, mas não permitirá que a nação seja ameaçada.

## Dignitários estrangeiros presentes
Entre os presentes estavam:
- Presidente da Bielorrússia, Aleksandr Lukashenko [1]
- Presidente de Cuba, Miguel Díaz-Canel [2]
- Presidente da Guiné-Bissau, Umaro Sissoco Embaló [3]
- Presidente do Cazaquistão. Kassym-Jomart Tokayev [4]
- Presidente do Quirguistão, Sadyr Japarov [5]
- Presidente do Laos, Thongloun Sisoulith [6]
- Presidente do Tajiquistão, Emomali Rahmon
- Presidente do Turcomenistão, Serdar Berdimuhamedow [7]
- Presidente do Uzbequistão, Shavkat Mirziyoyev

## Música
A música foi tocada pelas bandas do Distrito Militar de Moscou.
Inspeção de Tropas e discurso
- Guerra Sagrada (“священная война”)
- Jubileu Marcha Lenta "25 Anos do Exército Vermelho" (Юбилейный встречный марш "25 лет РККА") por Semyon Tchernetsky
- Marcha do Regimento Preobrazhensky ("Марш Лейб-гвардии Преображенского полка")
- Marcha Lenta das Escolas de Oficiais ("Встречный марш военных училищ") por Semyon Tchernetsky
- Marcha lenta para carregar a bandeira de guerra ("Встречный Марш для выноса Боевого Знамени") por Dmitriy Valentinovich Kadeyev
- Marcha Lenta dos Guardas da Marinha (Гвардейский Встречный Марш Военно-Морского Флота") por Nikolai Pavlocich Ivanov-Radkevich
- Marcha Lenta (Встречный Марш) por Evgeny Aksyonov
- Glória (Славься) por Mikhail Glinka
- Fanfarra d Desfile de Moscou (“Московская Парадная Фанфара”)
- Hino Nacional da Federação Russa (Государственный Гимн Российской Федерации) por Alexander Alexandrov
- Sinal de Retiro (Сигнал “Отбой”)

Coluna de Infantaria
- Tambores e pífaros baseados no tema da Marcha General Miloradovich (Марш “Генерал Милорадович”) por Valery Khalilov
- Marcha Metropolitana (“Марш "Столичный”)
- Moscou em Maio (Москва майская) por Irmãos Pokrass
- Marcha dos Cadetes Navais Nakhimov (“марш нахимовцев”)
- Marcha Esportiva ("Спортивный Марш")
- Marcha de Exercício ("Строевой Марш")
- Março "Em Defesa da Pátria" ("Марш В защиту Родины")
- Katyusha (Катюша) por Matvey Blanter
- Marcha Aérea (Авиамарш) por Yuliy Abramovich Khait
- Marcha dos Cosmonautas/Amigos, eu acredito (Марш Космонавтов /Я верю, друзья) por Oskar Borisovich Feltsman
- Marcha "O mar está chamando" (Марш "Море зовёт")
- Marcha de Artilharia (Марш Артиллеристов) por Tikhon Khrennikov
- Precisamos de uma vitória (Нам Нужна Одна Победа) por Bulat Shalvovich Okudzhava
- Marcha "Leningrado" ("Марш Ленинград")
- Marcha "Desfile" (Марш "Парад")
- Som sobre a Juventude Alarmante (Песня о тревожной молодости) por Alexandra Pakhmutova
- Servir à Rússia (Служить России) por Eduard Semyonovich Khanok
- Marcha "Cossacos em Berlim" (Марш "Казаки в Берлине")
- V Put (В Путь) por Vasily Pavlovich Solovyov-Sedoy
- Tambores e pífaros baseados no tema da Marcha General Miloradovich (Марш “Генерал Милорадович”) por Valery Khalilov

Coluna móvel e aérea
- Triunfo dos Vencedores (Триумф Победителей)
- Marcha “Herói” (“Марш Герой”)
- Viva o nosso Estado (Да здравствует наша держава) por Boris Alexandrov
- Marcha Aérea (Авиамарш) por Yuliy Abramovich Khait

Conclusão
- Dia da Vitória (День Победы) por David Fyodorovich Tukhmanov
- Canção-marcha País Nativo (Марш-песня "Родная страна")
- A Despedida da Eslava (“Прощание Славянки”)

Cerimônia no Túmulo do Soldado Desconhecido
- "Chama Eterna" ("Вечный огонь)
- "Adagio" ("Адажио")
- Hino Nacional da Federação Russa (Государственный Гимн Российской Федерации) por Alexander Alexandrov
- Lendária Sevastopol (Легендарный Севастополь) por Bano Muradeli
- Balada de um Soldado (Баллада о Солдате) por Vasily Pavlovich Solovyov-Sedoy